# Elstervanga
Der Elstervanga (Leptopterus chabert) ist ein Sperlingsvogel aus der Familie der Vangawürger (Vangidae).
Das Artepitheton bezieht sich auf die Beschreibung des Rufes dieser Art in Malagassi.

## Merkmale
Der Elstervanga ist ein kleiner, 14 cm großer, 17–27 g schwerer Vogel. Auffallend ist der breite hellblaue Augenring. Die Oberseite ist bläulich-schwarz, der Schnabel bläulich-weiß, die Unterseite ist weiß. Männchen und Weibchen unterscheiden sich kaum, Jungvögeln fehlt noch der Augenring.

## Verhalten
Elstervangas ernähren sich von kleinen und mittelgroßen Insekten, Raupen und Käfern. Sie brüten zwischen August und März. Die Altvögel helfen sich untereinander bei der Aufzucht ihrer Jungen. Die Nahrung suchen sie in Baumkronen und fangen fliegende Insekten in der Luft.

## Verbreitung und Lebensraum
Der Elstervanga ist in Madagaskar endemisch. Er ist im tropischen und subtropischen Trockenwald, Tieflandwald und feuchten Bergwald meist unterhalb 1600 m oft in größeren Schwärmen anzutreffen.

## Geografische Variation
Es werden folgende Unterarten anerkannt:
- L. c. schistocercus (Neumann, 1908) im Südwesten Madagaskars
- L. c. chabert (Statius Müller, 1776) (Nominatform) in den übrigen Landesteilen Madagaskars mit Weiß an der Basis der äußeren Schwanzfedern

## Gefährdungssituation
Der Bestand gilt als nicht gefährdet (Least Concern).